# Соболі (Брагінський район)
Соболі (біл. вёска Сабалі) — село (веска) в складі Брагінського району розташоване в Гомельській області Білорусі. Село підпорядковане Бурковській сільській раді і в ньому мешкає 79 осіб (2004).
Село Соболі розташоване на південному сході Білорусі, в південній частині Гомельської області - орієнтовне розташування [Архівовано 17 травня 2020 у Wayback Machine.], неподалік від районного центрому Брагіна (за 6 кілометрів західніше).